# Stuart Sutcliffe
Stuart Fergusson Victor Sutcliffe (Edimburgo, Escocia, 23 de junio de 1940-Hamburgo, Alemania, 10 de abril de 1962), conocido como Stuart Sutcliffe, fue un pintor, poeta y bajista escocés que ganó fama por ser miembro temporal de la banda de rock The Beatles, siendo junto con Pete Best  los únicos miembros fundadores no originarios de la banda de Liverpool. Sutcliffe era amigo íntimo del cantante John Lennon, motivo por el cual entró a formar parte del grupo en 1959. Cursó estudios en el Art College de Liverpool, donde a los 19 años fue considerado como el más talentoso y prometedor estudiante de pintura. Se le conoció como "Stu" o también llamado "el James Dean de Hamburgo".
A Sutcliffe y a John Lennon se los señala como los creadores del nombre "Beetles" (escarabajos) debido a su admiración por el grupo de Buddy Holly, The Crickets (Los Grillos). La banda usó ese nombre durante un tiempo hasta que Lennon decidió cambiarlo por "The Beatles", haciendo un juego de palabras entre beetles y la palabra beat, muy usada en aquella época por la generación beat. Sutcliffe dejó la banda para perseguir su sueño de hacer una carrera como artista plástico y quedarse con su joven novia alemana, amiga y fotógrafa del grupo en su gira por Alemania, Astrid Kirchherr.

## Biografía
El padre de Sutcliffe, Charles Sutcliffe (1905 - 18 de marzo de 1966), fue un alto funcionario, que se trasladó a Liverpool para ayudar con el trabajo en los tiempos de la guerra en 1943 y luego firmó como ingeniero de un barco, actividad que lo mantuvo en alta mar con frecuencia durante los primeros años de su hijo. Su madre, Millie, era profesora de una escuela para niños. Sutcliffe tenía dos hermanas más jóvenes, Pauline y Joyce.
Sutcliffe nació en el Simpson Memorial Maternity Pavilion Hospital, en Edimburgo, Escocia, y después su familia se mudó al sur, fue criado en el 37 Aigburth Drive en Liverpool.
Según cuenta Paul McCartney, cuando Stuart vendió una de sus pinturas en 1959 por 65 libras, John y Paul lo convencieron de comprar con ese dinero un bajo eléctrico alemán marca Höfner, el cual muy difícilmente sabía tocar, y unirse a la banda. Se dice que lo usaba más por estética que por interés genuino en ser músico; según Paul "era mejor tener un bajista que no sabía tocar que no tener bajista". En algunas de las primeras fotos del grupo, cuando aún eran desconocidos, se le puede ver tocando de espaldas al público para ocultar su falta de práctica. En realidad su interés por ser parte de una banda de rock & roll, además de su amistad con John, era el de reforzar su imagen de "bohemio" en el instituto. 
Después de haber tocado una noche en el Litherland Town Hall, en el norte de Liverpool, los "Silver Beatles" fueron agredidos y golpeados cuando salían con su camioneta. En la pelea, Stu resultó golpeado y pateado en la cabeza. Esa lesión repercutirá en Stuart más tarde. En 1961, el grupo había realizado su segunda gira por Hamburgo, Alemania, y al final la banda regresa a Liverpool, menos Stuart, quien decide quedarse más tiempo para desarrollar más su inclinación por la pintura. En esa época, Stu había comenzado una relación sentimental con la fotógrafa alemana Astrid Kirchherr (véase el artículo sobre el peinado Mop Top), quien también era muy buena amiga del grupo. En julio, decidió dejar la banda.[cita requerida]

## Muerte
Como consecuencia de los golpes recibidos después del concierto en Litherland Town Hall, varios meses después, el 10 de abril de 1962, Stu murió por una hemorragia cerebral, contando apenas 21 años, justo en la víspera de la tercera gira del grupo por Hamburgo y unos meses antes de lanzar Love Me Do. Hasta la fecha, es considerado "El Beatle perdido".[cita requerida]